# Saint-Amans-Valtoret
Saint-Amans-Valtoret – miejscowość i gmina we Francji, w regionie Oksytania, w departamencie Tarn.
Według danych na rok 1990 gminę zamieszkiwało 985 osób, a gęstość zaludnienia wynosiła 28 osób/km² (wśród 3020 gmin regionu Midi-Pireneje Saint-Amans-Valtoret plasuje się na 344. miejscu pod względem liczby ludności, natomiast pod względem powierzchni na miejscu 222.).